# Winthrop (hrabstwo Kennebec)
Winthrop – jednostka osadnicza w Stanach Zjednoczonych, w stanie Maine, w hrabstwie Kennebec.